# 40e cérémonie des Grammy Awards
La 40e cérémonie annuelle des Grammy Awards a eu lieu au Radio City Music Hall à New York le 25 février 1998.

## Palmarès
| Prix                      | Artiste      | Titre            |
| ------------------------- | ------------ | ---------------- |
| Enregistrement de l'année | Shawn Colvin | Sunny Came Home  |
| Album de l'année          | Bob Dylan    | Time Out of Mind |
| Chanson de l'année        | Shawn Colvin | Sunny Came Home  |
| Meilleur nouvel artiste   | Paula Cole   | Paula Cole       |

### Pop
| Prix                                              | Artiste                         | Titre                   |
| ------------------------------------------------- | ------------------------------- | ----------------------- |
| Best Female Pop Vocal Performance                 | Sarah McLachlan                 | Building A Mystery      |
| Best Male Pop Vocal Performance                   | Elton John                      | Candle In The Wind 1997 |
| Best Pop Performance By A Duo Or Group With Vocal | Jamiroquai                      | Virtual Insanity        |
| Best Pop Collaboration With Vocals                | John Lee Hooker et Van Morrison | Don't Look Back         |
| Best Pop Instrumental Performance                 | Sarah McLachlan                 | Last Dance              |
| Best Dance Recording                              | Donna Summer et Giorgio Moroder | Carry On                |
| Best Pop Album                                    | James Taylor                    | Hourglass               |
| Best Traditional Pop Vocal Performance            | Tony Bennett                    | Tony Bennett On Holiday |

### Rock
| Prix                                               | Artiste               | Titre                               |
| -------------------------------------------------- | --------------------- | ----------------------------------- |
| Best Female Rock Vocal Performance                 | Fiona Apple           | Criminal                            |
| Best Male Rock Vocal Performance                   | Bob Dylan             | Cold Irons Bound                    |
| Best Rock Performance By A Duo Or Group With Vocal | The Wallflowers       | One Headlight                       |
| Best Hard Rock Performance                         | The Smashing Pumpkins | The End Is the Beginning Is the End |
| Meilleure prestation metal                         | Tool                  | Ænema                               |
| Best Rock Instrumental Performance                 | The Chemical Brothers | Block Rockin' Beats                 |
| Meilleure chanson rock                             |                       | One Headlight                       |
| Meilleure album rock                               | John Fogerty          | Blue Moon Swamp                     |
| Meilleur album de musique alternative              | Radiohead             | Ok Computer                         |

### R&B
| Prix                                              | Artiste | Titre |
| ------------------------------------------------- | ------- | ----- |
| Best Female R&B Vocal Performance                 |         |       |
| Best Male R&B Vocal Performance                   |         |       |
| Best R&B Performance By A Duo Or Group With Vocal |         |       |
| Best Rhythm & Blues Song                          |         |       |
| Best R&B Album                                    |         |       |

### Rap
| Prix                                   | Artiste | Titre |
| -------------------------------------- | ------- | ----- |
| Best Rap Solo Performance              |         |       |
| Best Rap Performance By A Duo Or Group |         |       |
| Best Rap Album                         |         |       |

### Country
| Prix                                                  | Artiste | Titre |
| ----------------------------------------------------- | ------- | ----- |
| Best Female Country Vocal Performance                 |         |       |
| Best Male Country Vocal Performance                   |         |       |
| Best Country Performance By A Duo Or Group With Vocal |         |       |
| Best Country Collaboration With Vocals                |         |       |
| Best Country Instrumental Performance                 |         |       |
| Best Country Song                                     |         |       |
| Best Country Album                                    |         |       |
| Best Bluegrass Album                                  |         |       |
| Best New Age Album                                    |         |       |

### Jazz
| Prix                                                    | Artiste | Titre |
| ------------------------------------------------------- | ------- | ----- |
| Best Contemporary Jazz Performance                      |         |       |
| Best Jazz Vocal Performance                             |         |       |
| Best Jazz Instrumental Solo                             |         |       |
| Best Jazz Instrumental Performance, Individual Or Group |         |       |
| Best Large Jazz Ensemble Performance                    |         |       |
| Best Latin Jazz Performance                             |         |       |

### Gospel
| Prix                                             | Artiste | Titre |
| ------------------------------------------------ | ------- | ----- |
| Best Rock Gospel Album                           |         |       |
| Best Pop/Contemporary Gospel Album               |         |       |
| Best Southern, Country Or Bluegrass Gospel Album |         |       |
| Best Traditional Soul Gospel Album               |         |       |
| Best Contemporary Soul Gospel Album              |         |       |
| Best Gospel Choir Or Chorus Album                |         |       |

### Musiques du monde
| Prix                                           | Artiste | Titre |
| ---------------------------------------------- | ------- | ----- |
| Best Latin Pop Performance                     |         |       |
| Best Latin Rock/Alternative Performance        |         |       |
| Best Tropical Latin Performance                |         |       |
| Best Mexican-American/Tejano Music Performance |         |       |
| Best Traditional Blues Album                   |         |       |
| Best Contemporary Blues Album                  |         |       |
| Best Traditional Folk Album                    |         |       |
| Best Contemporary Folk Album                   |         |       |
| Best Reggae Album                              |         |       |
| Best World Music Album                         |         |       |
| Best Polka Album                               |         |       |

### Musique classique
| Prix                                                        | Artiste | Titre |
| ----------------------------------------------------------- | ------- | ----- |
| Best Engineered Album, Classical                            |         |       |
| Producer Of The Year, Classical                             |         |       |
| Best Classical Album                                        |         |       |
| Best Orchestral Performance                                 |         |       |
| Best Opera Recording                                        |         |       |
| Best Choral Performance                                     |         |       |
| Best Instrumental Soloist(s) Performance (With Orchestra)   |         |       |
| Best Instrumental Soloist Performance (Without Orchestra)   |         |       |
| Best Chamber Music Performance                              |         |       |
| Best Small Ensemble Performance (With Or Without Conductor) |         |       |
| Best Classical Vocal Performance                            |         |       |
| Best Classical Contemporary Composition                     |         |       |

### Autres
| Prix                                                                         | Artiste | Titre |
| ---------------------------------------------------------------------------- | ------- | ----- |
| Best Musical Album For Children                                              |         |       |
| Best Spoken Word Album For Children                                          |         |       |
| Best Spoken Word Album                                                       |         |       |
| Best Spoken Comedy Album                                                     |         |       |
| Best Musical Show Album                                                      |         |       |
| Best Instrumental Composition                                                |         |       |
| Best Instrumental Composition Written For A Motion Picture Or For Television |         |       |
| Best Song Written Specifically For A Motion Picture Or For Television        |         |       |
| Best Instrumental Arrangement                                                |         |       |
| Best Instrumental Arrangement Accompanying Vocal(s)                          |         |       |
| Best Recording Package                                                       |         |       |
| Best Boxed Recording Package                                                 |         |       |
| Best Album Notes                                                             |         |       |
| Best Historical Album                                                        |         |       |
| Best Engineered Album - Non-Classical                                        |         |       |
| Producer Of The Year, Non-Classical                                          |         |       |
| Remixer Of The Year, Non-Classical                                           |         |       |
| Best Short Form Music Video                                                  |         |       |
| Best Long Form Music Video                                                   |         |       |